# František Šír (malíř)

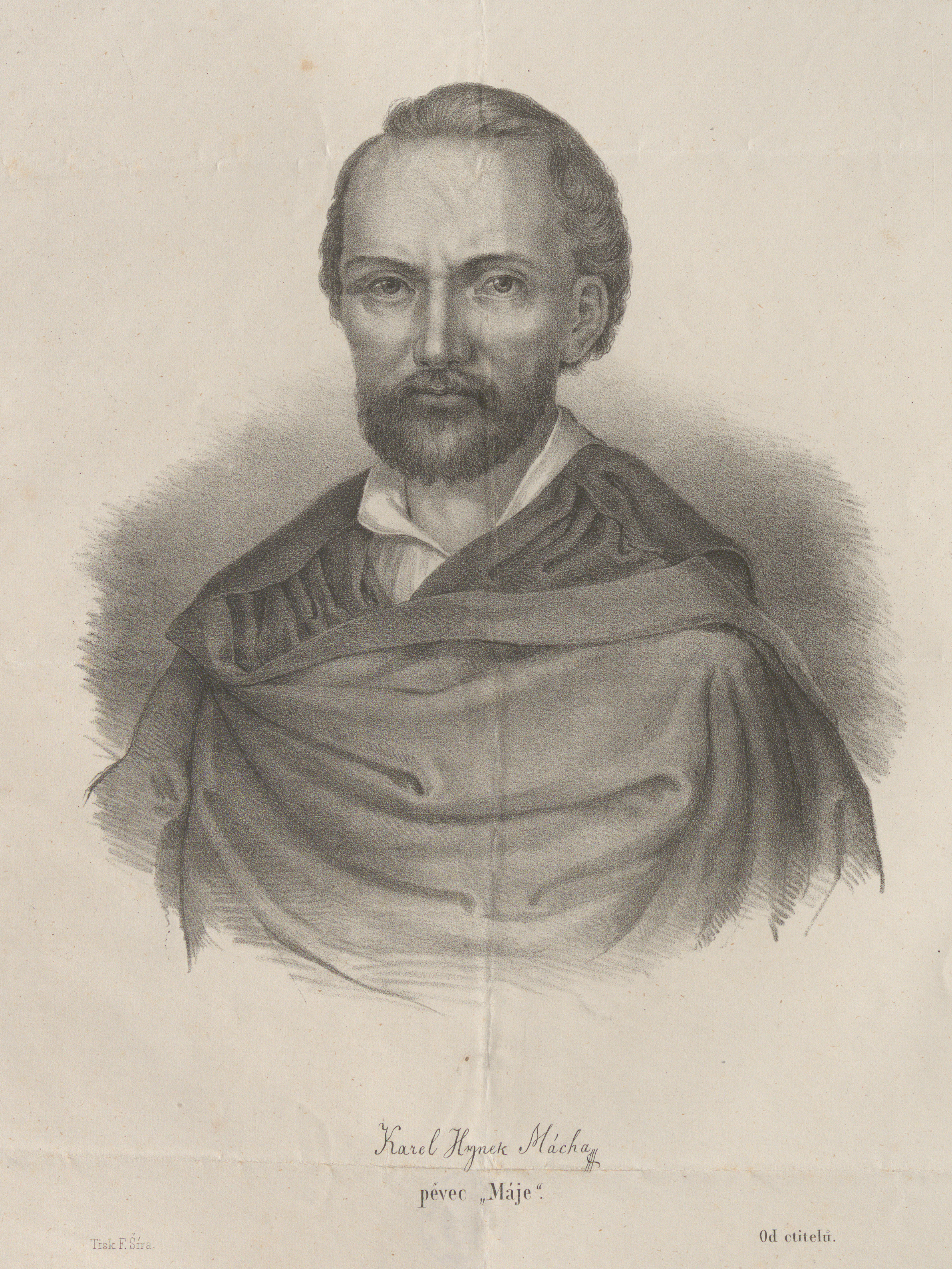
František Šír, podobizna Karla Hynka Máchy

František Šír, též Franz Schier (4. února 1804 Nové Město na Moravě – 3. června 1864 Praha) byl český malíř a litograf.

## Život
Narodil se v rodině tkalce v Novém Městě na Moravě Jana Šíra a jeho manželky Barbory.
Od roku 1822 se stal litografem v tiskařské dílně Antonína Machka, kde setrval do Machkovy smrti v roce 1844 a dále vedl závod společně s vdovou Terezií Machkovou (1793–1858). V roce 1846 získal, na základě doporučení malířů Josefa Hellicha a Josefa Navrátila, povolení založit vlastní tiskárnu a osamostatnil se.
František Šír nebyl ženat. Zemřel šedesátiletý, v domě č. 1322 (ulice Na Zderaze) na Novém Městě pražském. Byl pochován na Olšanských hřbitovech.

## Dílo
František Šír byl malíř a grafik podobizen. Soustředil se především na portréty osobností českých dějin.

### Máchův portrét
Podoba Karla Hynka Máchy není známa. Šírův portrét, vytvořený až v roce 1860 podle Josefa Umana, je nejrozšířenější z básníkových podobizen.

## Galerie

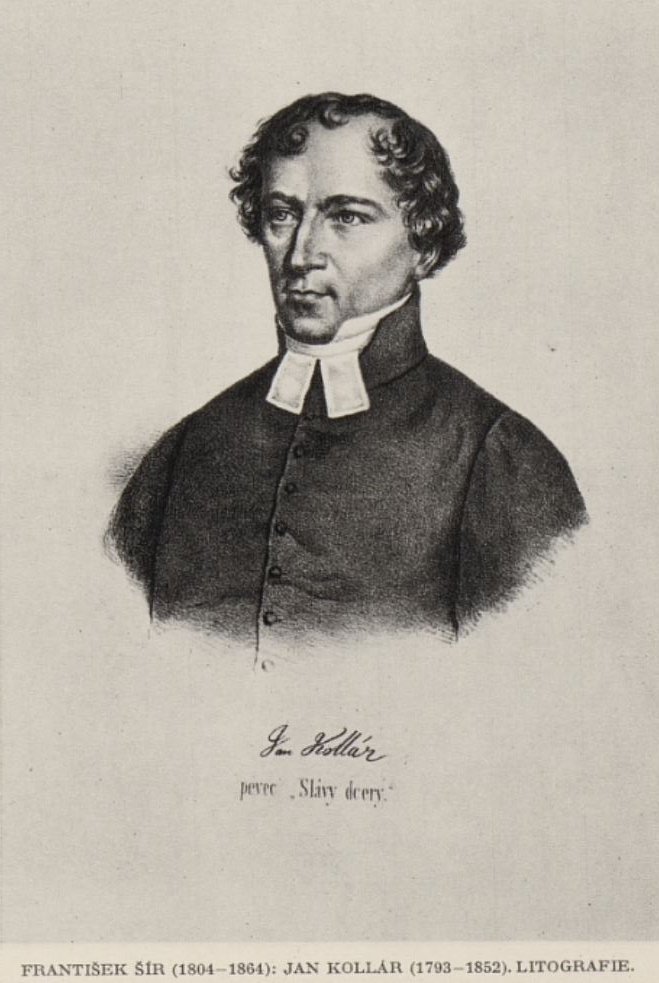
František Šír: Ján Kollár
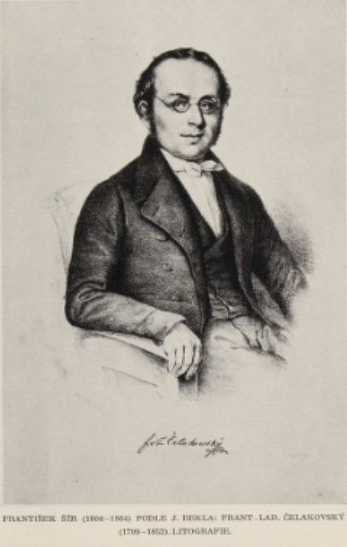
František Šír: František Ladislav Čelakovský (podle Josefa Bekela)
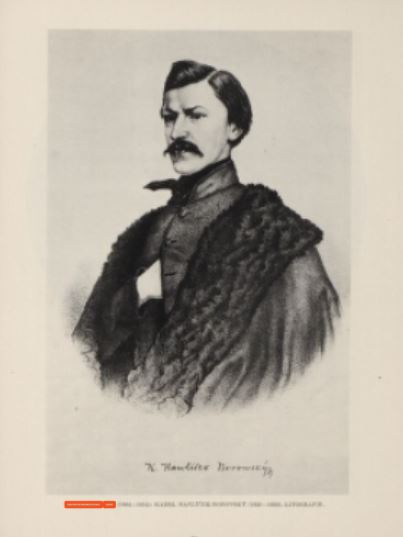
František Šír: Karel Havlíček Borovský

## Zajímavost
František Šír nemluvil německy. Když byl v roce 1860 založen Spolek litografů a kamenotiskařů českých (Litographen–Verein in Prag), byly jeho stanovy vypracovány pouze v němčině a starosta spolku rozesílal členům oběžníky též pouze v němčině. František Šír tuto korespondenci vrátil s poznámkou „Nix Deuč“, což urazilo starostu natolik, že se své funkce vzdal.